# Новостройка (Хабаровский край)
Новостро́йка — посёлок в районе имени Лазо Хабаровского края России. Входит в состав Кондратьевского сельского поселения.

## География
Посёлок Новостройка стоит на левом берегу реки Хор напротив посёлка Хор.
Через посёлок Новостройка проходит автотрасса «Уссури».
От посёлка Новостройка на восток (вверх по левому берегу реки Хор) идёт дорога к Кондратьевке, Святогорью и к Каменец-Подольску.

## Население
| 1992 | 2002 | 2010 | 2011 | 2012 | 2021 |
| ---- | ---- | ---- | ---- | ---- | ---- |
| 1000 | ↘897 | ↘710 | ↘709 | ↗712 | ↘621 |

## Улицы
| - ул. Вишнёвая, - ул. Гаражная, - ул. Кедровая, - ул. Лесная, | - ул. Новая, - ул. Садовая, - ул. Советская, - ул. Степная, | - ул. Строителей, - ул. Строительная, - ул. Центральная, - ул. Чехова, | - ул. Шоссейная, - пер. Шоссейный, - ул. Энтузиастов, - ул. Юбилейная. |

## Экономика
Жители занимаются сельским хозяйством.